# 上海人民廣播電台

上海人民广播电台题字

上海人民广播电台（英文：Radio Shanghai），是中华人民共和国的一个地方广播电台，成立于1949年5月27日。2001年上海文廣新聞傳媒集團（现上海广播电视台）成立时，原上海人民廣播電臺和上海東方廣播電台实行合併，各广播频率独立运作。现在的“上海人民廣播電臺”一般指原上海人民广播电台第一套节目，2015年起又称“上海新闻广播”。目前，上海人民廣播電台已经完全并入由原东方广播电台改制的上海东方广播有限公司（东方广播中心），与上海电视台、上海东方电视台、上海东方广播电台一样，已名存实亡。

## 历史
1948年底，中國共產黨上海地下组织的文委会成立记者联谊会，派张安友等人与中国国民党上海广播电台个别播音员、技术人员联系，动员他们团结员工，保护好电台的财产和设备。1949年5月25日，中国人民解放军进入上海市苏州河以南地区，上海解放，凯旋电台、中华自由等私营电台均播发了“上海解放”的消息。5月27日，周新武等27名干部乘车到大西路7号上海广播电台，召集电台全体人员宣读上海市军事管制委员会主任陈毅、副主任粟裕签署的命令；同日，上海人民广播电台宣告成立，参与接管的播音员以“上海人民广播电台”呼号向全市人民广播，播出频率为990千赫。开播当日，先播出以中国人民解放军总司令朱德、副总司令彭德怀名义发布的布告，接着播出上海人民广播电台的第一条新闻。
上海人民广播电台成立初期，暂时使用接管的国民党上海广播电台发射机对外播音，之后相继从济南、南京调来功率分别为400瓦、2500瓦的短波报话两用机对外播音，后又向上海广播器材修造所订购3架1千瓦的中波发射机；至1950年底，有8部广播发射机，总功率8.6千瓦为国民党上海台移交时的4.9倍。1951年3月，上海人民广播电台台址设在北京东路2号，发射台设在虹桥路1376号。1953年上海电台已拥有12个频率，设置9套节目，每天播音107小时；至1956年11月减到7个频率，1958年再次减少1个。1958年9月上海电台自制一台250瓦调频机，1959年元旦对外试播，频率为67.8兆赫，是上海人民广播电台首个设立的调频广播频率，也与北京人民广播电台调频台一同成为大中华地区最早的调频广播（巧合的是当时北京台调频广播的频率也是67.8兆赫），每天早晚联播990千赫节目6小时左右。1962年，频率再减少至6个。
在领导机制上，截至1957年2月，上海人民广播电台在台长、总编辑的领导下，设立“2室6部”，即办公室、总编室、新闻编辑部、政治编辑部、文艺编辑部、节目部、技术部、服务部。1957年5月反右派斗争开始，组织机构遭到破坏。同年11月，中共上海市委宣传部派检查组到上海电台，台长苗力沉和副台长陈浩天停职检查。1958年初改组领导机构，由检查组组长杨时负责领导全面工作，并组成临时编播领导小组。同年8月14日成立由15人组成的上海电台整风领导小组，市委检查组组长任整风领导小组组长。1959年成立党组，并设立党总支，杨时任党组书记兼党总支书记。反右派斗争期间，上海电台大批工作人员被调往宁夏、青海电台工作。1960年，该台对组织机构的设置又作了调整，改为“1室3部1处1台1团”，即办公室、新闻部、文艺部、技术部、电视台、广播处、广播电视艺术团。1964年撤销党组，改设党委，并实行党委一元化领导，王永贤任党委书记。1965年3月设立政治处，5月建立党委监察委员会。
文化大革命爆发后，上海人民广播电台被“造反派”夺权，实行军管，停止自办节目，只转播中央人民广播电台节目，也停办了调频广播。迫于舆论压力，1967年2月23日，上海电台恢复2套节目2个频率的广播。节目上，上海台仍然只能转播中央人民广播电台节目和《人民日报》、《解放军报》、《红旗》杂志刊登的文章，自办节目寥寥无几。1968年以后，恢复了一些专题节目，主要是《活学活用毛泽东思想》、《老三篇天天学》及有关“革命大批判”的节目。另外，一些中外文艺作品和节目都不准播出，只准播样板戏和毛主席语录歌。
1975年夏季，海洋渔业部门对上海电台提出加强东海渔场天气预报；同年，上海电台990千赫的功率扩大为50千瓦，使沿海以及长江三角洲地区收听广播更为清晰。文化大革命结束和改革开放后，上海电台先后开办和恢复了一大批广播节目。至1979年11月5日，上海电台办有5套节目，使用5个频率，每天播音时间66小时24分；1980年增加至6个频率。1981年1月，上海电台在中国大陆首次使用晶体管激励器播送立体声调频节目，推动了调频立体声广播事业的发展。
1983年初开始，上海电台第一套节目990千赫每天从早晨5时至深夜零时逢正点播出新闻，计20次，这是在全国广播界率先推出的新闻改革举措。1987年1月，上海电台定为相当于副局级单位。1988年，浦江之声开播，使得上海电台恢复了对台湾及海外广播，也恢复了短波广播。至同年5月，上海电台共办有9套节目，使用11个频率，其中5个中波频率、3个调频广播频率、3个短波频率，每天播音时间增至115小时41分。
1990年，为配合中共中央、国务院的浦东开发开放政策，上海地区的媒体频频推出改版、扩版、增设栏目等举措。从1991年开始，上海电台酝酿组建系列台，先后开办交通台、英语台、市场经济台，总共开设8个系列台，其中交通台是中国大陆首个交通广播电台；外语教学语种也从1950年代时仅有的俄语一种扩大至英、日、德、法、俄5个语种，也进一步扩大与国外广播电台、广播公司的音乐节目交流。
1994年，上海电台将原有8个系列台归并调整为新闻、经济、文艺、浦江四大中心台，播出10套广播节目。
1995年5月8日，上海电台和上海有线电视台联合创办的有线戏剧频道开播，是中国大陆第一个戏剧电视专业频道。
1996年10月，上海电台总部从北京东路的格林邮船大楼迁至虹桥路1376号上海广播大厦。
1999年1月，上海电台进一步实施“精简频率、精办节目”的改革，将10套广播节目精简为6套（新闻、交通、经济、音乐、文艺、浦江之声）。
2001年8月，上海电台划入上海文广新闻传媒集团。
2003年6月，上海市委、市政府发文，撤销上海电台建制，保留“上海人民广播电台”播出呼号。2010年4月1日，上海广播电视台各广播频率统一使用“上海人民广播电台XX广播”呼号。

## 历任领导
（截至2003年6月上海人民广播电台建制被撤销前）

| 台长 - 周新武（1949年8月－1955年9月） - 苗力沉（1955年9月－1957年11月） - 杨时（1958年1月－1959年，检查组组长） - （1959年－1978年该职务悬空） - 陈晓东（1978年10月－1979年5月，上海市广播事业局副局长兼） - 邹凡扬（1979年5月－1982年6月，上海市广播事业局副局长兼） - 高宇（1982年6月－1985年11月） - 李森华（1985年11月－1989年2月） - 陈文炳（1989年2月－1998年7月） - 李尚智（1998年7月－2003年6月） | 党委书记 - 杨时（1959年－1964年，党组书记、党总支书记） - 王永贤（1964年－1967年） - （1967年－1984年该职务悬空） - 高宇（1984年1月－1989年6月） - 陈文炳（1989年6月－1991年11月） - 徐济尧（1991年11月－1994年7月） - 雷德昌（1994年7月－1998年5月） - 李尚智（1998年5月－2003年6月） |

## 现况
2001年上海文廣新聞傳媒集團（现上海广播电视台）成立时，原上海人民廣播電臺和上海東方廣播電台实行合併，各广播频率独立运作（2010年成立东方广播中心，专门负责上海大多数的广播频率），现在的“上海人民廣播電臺”一般指原上海人民广播电台第一套节目，又称“上海新闻广播”。目前上海广播电视台所属的所有广播频率名义上都是“上海人民广播电台”旗下的频率，使用“上海人民广播电台”这一呼号（自2010年4月1日起统一使用“上海人民广播电台XX广播”格式），在频率播出和举办活动时仍会使用“上海人民广播电台”名称，因此现时的上海人民广播电台可视为上海东方广播有限公司（上海广播电视台东方广播中心）对外保留的牌子。

### 1990年代时的频率列表
至1990年代，上海电台拥有8个系列台，具体如下：
| 序号 | 频率名称   | 播出频率              | 现况                                                           |
| ---- | ---------- | --------------------- | -------------------------------------------------------------- |
| 1    | 新闻综合台 | AM990                 | 现上海新闻广播。如无特别说明，“上海人民广播电台”一般指该频率。 |
| 2    | 市场经济台 | AM711、AM1422         | AM1422频率现为浦江之声广播电台使用，之前为第一财经广播使用     |
| 3    | 文艺台     | AM1197                | 现上海電台戲劇曲藝廣播                                         |
| 4    | 音乐台     | FM103.7               | 现流行音乐广播LOVE RADIO 103.7                                 |
| 5    | 交通信息台 | AM648                 | 现上海交通广播                                                 |
| 6    | 外语教学台 | AM1296                | 后改为东广新闻台，现已停播                                     |
| 7    | 浦江之声   | AM900、SW3280、SW7115 | 现已改用1422kHz                                                |
| 8    | 英语台     | FM105.7               | 现为上海交通广播使用                                           |